# Hederagenina
Hederagenina es un triterpenoide que es un constituyente químico de la planta Hedera helix.
Hederagenina es la parte aglicona de numerosas saponinas encontradas en Hedera helix (hiedra común). El más frecuente de los cuales es hederacósido C y alfa-hederina. También es uno de los tres triterpenoides primarios extraídos de la Chenopodium quinoa planta categorizada por la EPA como un biopesticida. Protector de plantas se compone de aproximadamente iguales proporciones de la saponina agliconas ácido oleanólico, hederagenina, y ácido phytolaccinico y está destinado para su uso como un tratamiento de semillas de tubérculos (por ejemplo, pedazos de semillas de patata), leguminosas, y semillas de cereales o como un baño antes de la siembra de la raíz para las raíces de los trasplantes, en la siembra, para evitar el crecimiento de hongos, el crecimiento bacteriano, y enfermedades virales de las plantas.
Hederagenina se ha encontrado que tienen efectos de tipo antidepresivo en un modelo de roedores.

## Historia
Hederagenina fue descubierta por L. Posselt en 1849 y nombrado ácido hederico. Sin embargo, Posselt no fue capaz de aislar una sustancia pura o para obtener una fórmula exacta: el ácido hederico fue hederagenina mezclada con un poco de impureza de tanino.

## Triterpenos relacionados
Todos estos compuestos comparten el mismo marco pentacíclico:
- Ácido betulínico
- Ácido boswellico
- Ácido glicirretínico
- Ácido morónica
- Ácido oleanólico
- Ácido ursólico
- Ácido corosólico
- Amirina
- Lupeol
- Ácido maslínico
- Hopano